# Uprawa konserwująca

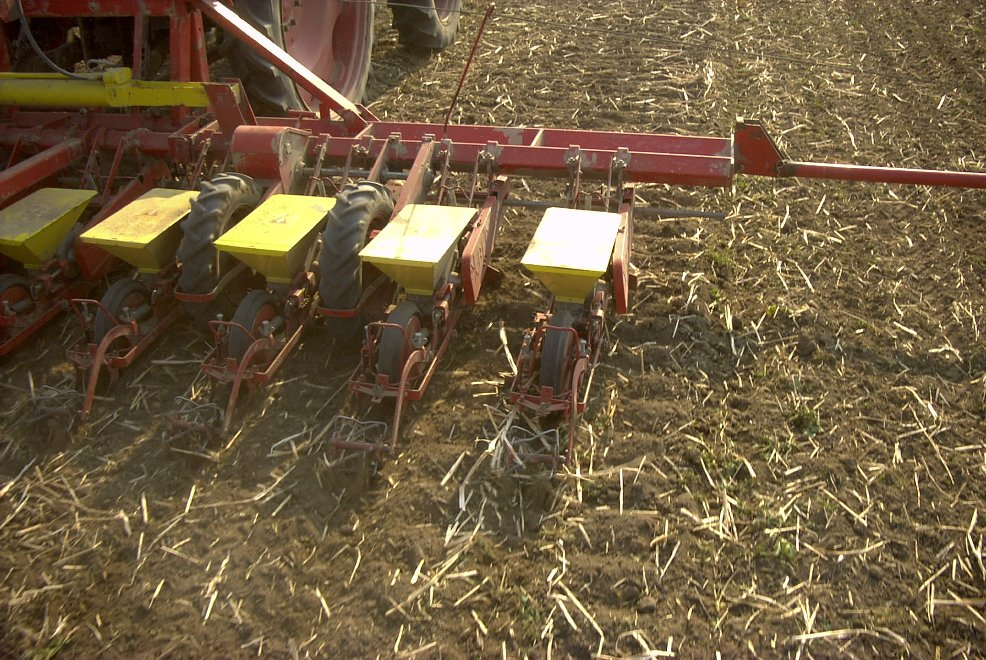
Siew buraków cukrowych w mulcz

Uprawa konserwująca (ang. conservation tillage, niem. konservierende Bodenbearbeitung) - sposób uprawy z wykorzystaniem mulczowania, mający na celu ochronę gleby przed degradacją oraz zachowanie jej produktywności. Najczęściej odnosi się to do roślin jarych wysiewanych w szerokie rzędy, np. buraka cukrowego, kukurydzy, które sieje się w przemarznięty międzyplon ścierniskowy (facelia, gorczyca, rzodkiew). Siew, za pomocą specjalnych siewników, może następować w międzyplon (mulcz) płytko wymieszany z rolą lub bezpośrednio w przemarzniętą masę. Przy takiej technologii uprawy, wykorzystując warunki siedliska, plony roślin można utrzymać na poziomie zbliżonym do uprawy tradycyjnej.
Technologia uprawy konserwującej polega na wyeliminowaniu z jesiennej uprawy roli najbardziej energochłonnej uprawki, jaką jest orka przedzimowa oraz na rezygnacji z wiosennej uprawy, bądź też ograniczeniu jej do jednego płytkiego zabiegu, którego zadaniem jest wymieszanie mulczu międzyplonowego z rolą.
Bywa czasami błędnie nazywana uprawą zachowawczą. 

## Zalety orki
- Długotrwałe działanie spulchniające
- Lepsze napowietrzanie gleby pobudzające jej aktywność biologiczną
- Ograniczanie strat części spławialnych i składników pokarmowych
- Zaoranie chwastów i osypanego ziarna zbóż
- Dokładne przykrycie międzyplonów i resztek pożniwnych
- Zwiększenie strefy wzrostu korzeni
- Równomierne wzbogacenie gleby w próchnicę, wapń i składniki pokarmowe
- Likwidowanie głębokich kolein

## Wady orki
- Zniszczenie naturalnej warstwy ochronnej gleby (roślinności i resztek organicznych)
- Zmniejszenie populacji geobiontów
- Niszczenie struktury gleby
- Sprzyjanie erozji wodnej i wietrznej
- Przesuszanie warstwy ornej
- Zaburzenie obiegu składników pokarmowych
- Zmniejszenie nośności gleby
- Zbyt szybki rozkład substancji organicznej
- Zbyt głębokie umieszczanie nawozów naturalnych i organicznych
- Głębokie umieszczanie nasion chwastów, które w uprawach następczych są wyorywane i pobudzane do kiełkowania
- Tworzenie podeszwy płużnej i zaskorupienia
- Wyrywanie kamieni i martwicy glebowej
- Wymaganie optymalnej wilgotności uprawowej
- Konieczność doprawiania zaoranego pola
- Możliwość siewu dopiero po odleżeniu się roli
- Niska wydajność i wysoka energochłonność